# Selva pantanosa del Congo occidental
La selva pantanosa del Congo occidental es una ecorregión de la ecozona afrotropical, definida por la ONG WWF, situada entre la República del Congo, la República Democrática del Congo y la República Centroafricana. Junto con la adyacente selva pantanosa del Congo oriental forma una de las mayores áreas de selva pantanosa de agua dulce del mundo.
Constituye, junto con la selva de tierras bajas del Congo noroccidental, la región denominada selva húmeda del oeste de la cuenca del Congo, incluida en la lista Global 200.

## Descripción
Es una ecorregión de selva lluviosa que ocupa una extensión de 128.600 kilómetros cuadrados que se extiende por la orilla occidental del río Congo a lo largo de la parte oriental de la República del Congo, el oeste de la República Democrática del Congo y una pequeña área en el sur de la República Centroafricana, entre la confluencia del río Lomami con el Lualaba (Congo superior) y la del río Lefini con el Congo.
Limita al noroeste con la selva de tierras bajas del Congo noroccidental, al noreste con la selva de tierras bajas del Congo nororiental, al suroeste con el mosaico de selva y sabana del Congo occidental y al sur con la selva pantanosa del Congo oriental.
Es una selva inundada con un elevado dosel, denso sotobosque y suelo fangoso; situada en una llanura aluvial a una altitud de entre 380 y 450 m s. n. m. Las precipitaciones anuales medias son de 1800 mm. Las temperatura máxima media oscila alrededor de 30 °C, y la mínima entre 21 y 24 °C. La humedad es elevada. Durante la estación húmeda, la selva está inundada hasta una profundidad de 0,5 a 1 metro.

## Flora
En las áreas inundadas permanentemente dominan las palmeras de rafia (Raphia). En las zonas que sólo se inundan estacionalmente abundan los géneros Garcinia (Clusiaceae) y Manilkara (Sapotaceae).

## Fauna
Entre los mamíferos característicos destacan el gorila occidental de llanura (Gorilla gorilla gorilla), el elefante de selva (Loxodonta cyclotis) y el chimpancé (Pan troglodytes).

## Endemismos
La riqueza de especies y de endemismos es baja. Hay dos aves casi endémicas: el avión ribereño africano (Pseudochelidon eurystomina) y el avión del Congo (Riparia congica); también son casi endémicos la rana del Yambata (Phrynobatrachus giorgii), el camaleón Chamaeleo chapini, la serpiente ciega Rhinotyphlops wittei y el lagarto Gastropholis tropidopholis. Es posible que la aparente escasez de endemismos sea debida a que la región ha sido muy poco estudiada.

## Estado de conservación
Relativamente estable, intacta. Es un ambiente muy hostil para el ser humano, y permanece en su estado prístino. La población humana es baja y está limitada a los ríos principales, donde se dedica a la caza y a la pesca.
Las principales amenazas para la ecorregión son las concesiones madereras y la subsiguiente construcción de carreteras que facilitan el acceso a zonas antes inaccesibles, y la caza furtiva.

## Protección
La ecorregión contiene un sitio Ramsar, la Reserva Comunitaria del lago Télé / Likouala-aux-Herbes, que incluye el río Likouala-aux-herbes, cuatro afluentes mayores (Tanga, Mandoungouma, Bailly y Batanga) y el lago Télé, donde habita el mítico Mokèlé-mbèmbé.